# Kapuv
Kapuv (Bubo capensis) är en fågel i familjen ugglor inom ordningen ugglefåglar.

## Utseende och läte
Kapuven är en stor och kraftig uv med mörkt utseende. Ögonen är orangefärgade och fjäderdräkten har roströda toner, både på ryggen och på undersidan. Den liknar fläckuven, men denna är mindre, har gula ögon, mindre rostbrun fjäderdräkt och grövre teckningar undertill. Lätet består av två till tre djupa hoanden.

## Utbredning och systematik
Kapuven förekommer som namnet avslöjar i södra Afrika, men även i höglänta områden i Eritrea, Etiopien, Kenya, Uganda, Moçambique, Zimbabwe och Malawi. Den delas in i två grupper av tre underarter, med följande utbredning:
- Bubo capensis capensis – förekommer i södra Namibia och i Sydafrika
- dillonii-gruppen
  - Bubo capensis dillonii – förekommer i höglänta områden i Eritrea och Etiopien
  - Bubo capensis mackinderi – förekommer i Kenya, Uganda, Zimbabwe, Moçambique och Malawi

## Levnadssätt
Kapuven är en ovanlig till sällsynt fågel. Den hittas i öde och klippig terräng, mestadels i bergstrakter, men ner till havsnivån i södra Afrika.

## Status
Arten har ett stort utbredningsområde och beståndet anses stabilt. Internationella naturvårdsunionen IUCN listar den därför som livskraftig (LC).

## Bilder

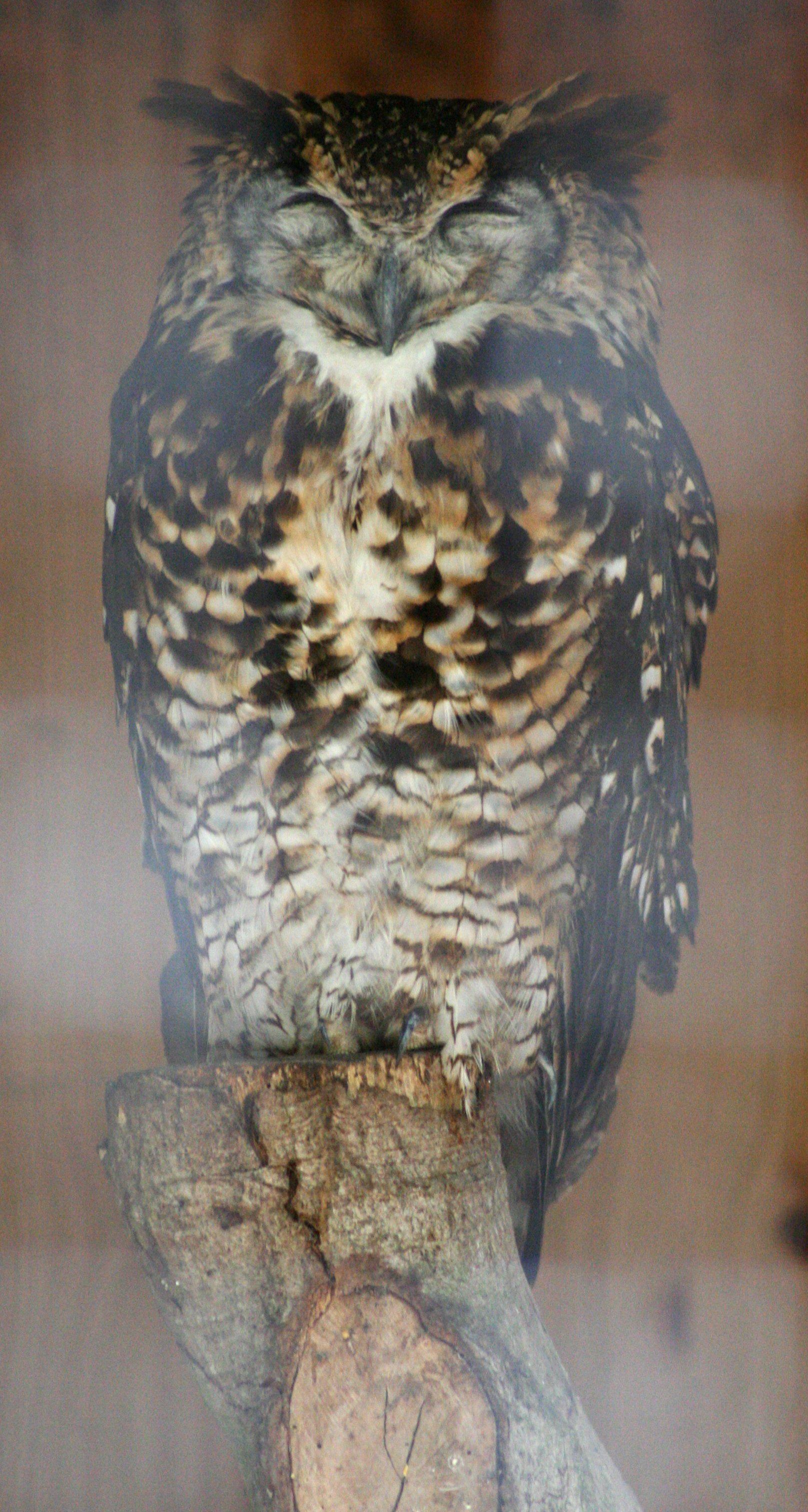
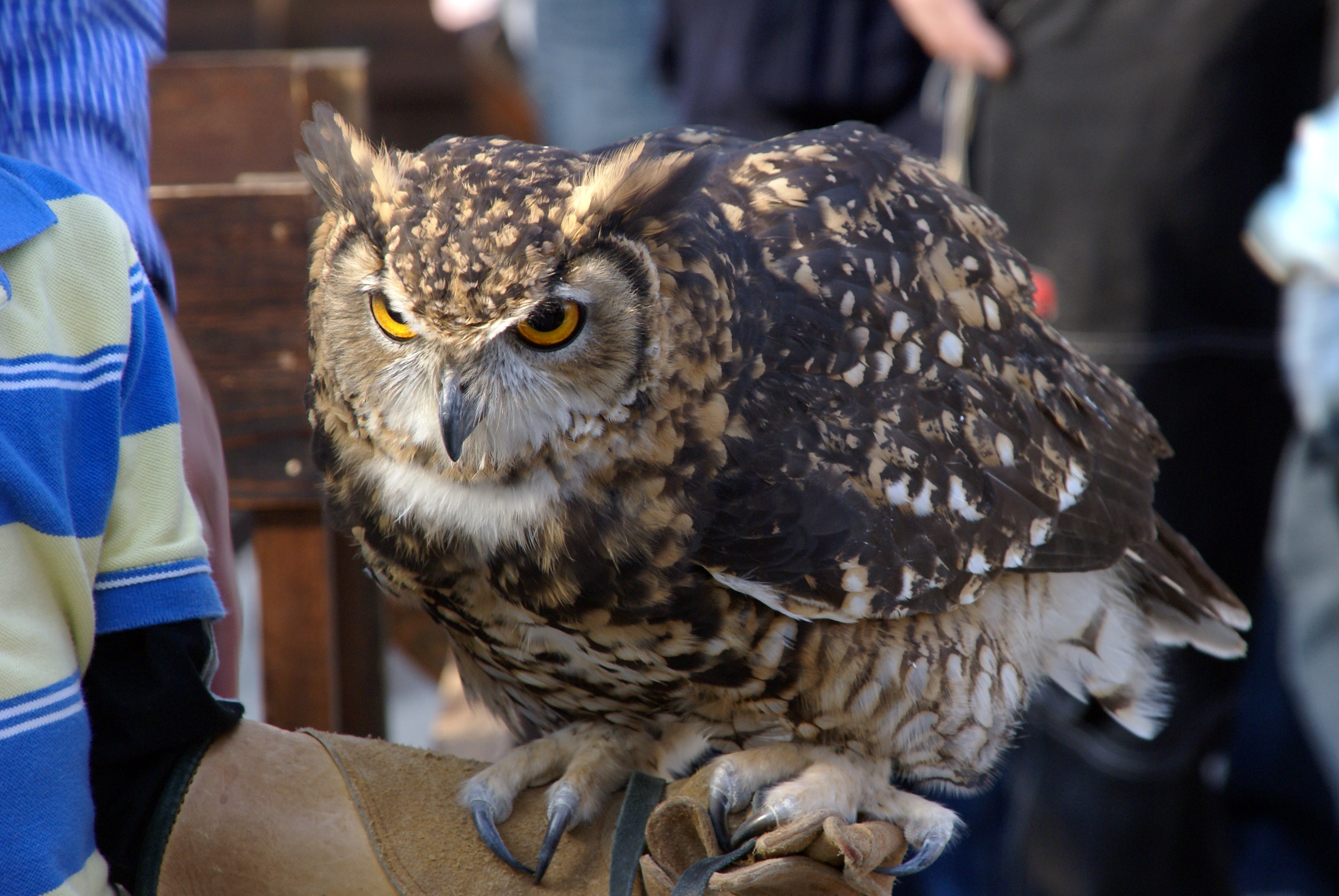